# Wim Graves Kooiman
Willem Johannes (Wim) Graves Kooiman (Utrecht, 27 november 1937 – Schoonhoven, 30 maart 2016) was een Nederlands schilder en beeldhouwer.

## Leven en werk
Wim (ook Willem) Graves Kooiman studeerde aan de Academie van Beeldende Kunsten en Technische Wetenschappen in Rotterdam. Hij was een leerling van Aart Glansdorp en Jaap Kaas.
Graves Kooiman maakte pentekeningen, olieverfschilderijen en aquarellen met figuurvoorstellingen en landschappen, hij maakte daarnaast keramisch beeldhouwwerk. Vanaf 1962 had hij een atelier in de Veerpoort in Schoonhoven. Hij was lid van de Rotterdamse Kunstenaarssociëteit en exposeerde meerdere malen, onder meer met zijn levenspartner, de goudsmid Willy Vleeschhouwer.
Graves Kooiman overleed in 2016, op 78-jarige leeftijd.
- RKD-Nederlands Instituut voor Kunstgeschiedenis: 33442